# Laganadi
Laganadi és un comune (municipi) de la Ciutat metropolitana de Reggio de Calàbria, a la regió italiana de Calàbria, situat a uns 110 km al sud-oest de Catanzaro i a uns 10 km al nord-est de Reggio de Calàbria. A 1 de gener de 2019 la seva població era de 416 habitants.
Laganadi limita amb els municipis següents: Calanna, Reggio de Calàbria, San Roberto, Sant'Alessio in Aspromonte i Santo Stefano in Aspromonte.